# مسجد الاستقلال (سراييفو)
مسجد الاستقلال في أوتوكه، سراييفو، البوسنة والهرسك هو واحد من أكبر المساجد في المدينة. سُمي بهذا الاسم نسبةَ إلى مسجد الاستقلال في جاكرتا، أحد مساجد إندونيسيا، لأن المسجد كان هدية من شعب وحكومة إندونيسيا للبوسنة والهرسك كتعبير عن التضامن والصداقة بين البلدين. اسم «الاستقلال» مأخوذ من الكلمة العربية «الاستقلال»، وبالتالي فإن في تسميته إشارة للاحتفال باستقلال البوسنة والهرسك. ويعرف المسجد بالعامية بـ«المسجد الإندونيسي» أو «مسجد سوهارتو»، كتشريف للرئيس الاندونيسي سوهارتو الذي أمر ببناء المسجد.

## الأنشطة
يستضيف المسجد إضافة إلى الأنشطة العادية كالصلوات الخمس اليومية والجمعة والأعياد مسجد الاستقلال يستضيف أيضا مكتب دروس دينية وتلاوات القرآن بالإضافة إلى المسابقات للأطفال والكبار. يعتبر المسجد أيضا بمثابة مكتب أو مركز للعمارة الإسلامية، وترتيب حفلات الزفاف، وكذلك يعتبر مركزا للثقافة الإندونيسية.

## التاريخ
خلال زيارته إلى المدينة التي مزقتها الحرب (مدينة سراييفو) في مارس 1995 بزيارة مجاملة لرئيس البوسنة علي عزت بيغوفيتش، الرئيس الاندونيسي سوهارتو قرر بناء مسجد في المدينة كهدية لشعب البوسنة والهرسك. حشد إداراته لتحقيق فكرته، وقام بتعيين فوزان نعمان (من أشهر المصممين الإندونيسيين) لتصميم المسجد والمضي قدما في المشروع. وكان نعمان معروفا بأعماله في بناء المسجد الكبير في باتام، ومسجد بيت الرحيم في مجمع مرديكا وأيضا مسجد التين (1999) في شرق جاكرتا. المشروع بدأ في عام 1995، وقد توقفت عملية البناء بسبب الاضطرابات التي حصلت في إندونيسيا والتي أدت إلى سقوط سوهارتو في عام 1998.
اكتمل المسجد في سبتمبر 2001 وافتُتِح على يد وزير الشؤون الدينية الإندونيسي Said Agil Al Munawar. وقد زار الرئيس ميجاواتي سوكارنوبوتري المسجد في وقت لاحق في سبتمبر 2002 خلال زيارته لسراييفو.

## العمارة
يثبت مسجد الاستقلال في سراييفو استيعاب العمارة الإسلامية لطراز عمارة ما بعد الحداثة كما ينظر اليها من المنظور الإندونيسي. بني المسجد بعناصر وأنماط هندسية بسيطة تتمثل بأعمال معدنية مصنوعة من الفولاذ المقاوم للصدأ والألومنيوم والزجاج على واجهة النوافذ والأقواس. وغُطيت الأجزاء الخارجية بالبلاط الأبيض، بينما الأجزاء الداخلية، وخاصة المحراب والمنبر وإطارات النوافذ كانت مغطاة بالأخشاب الإندونيسية المنحوتة والمزينة.
بني المسجد على أرض تُقدّر مساحتها بـ 2,800 متر مربع في أوتوكه في الجانب الغربي للمدينة، وهو واحد من بين أكبر المساجد في سراييفو. يتوسط سقف المسجد قبة كبيرة بلون النحاس قياس قطرها 27 مترا وارتفاعها 27 مترا. القبة مجهزة بثلاث فتحات أفقية للسماح للأضواء الطبيعية بالدخول إلى المنطقة الداخلية تحت القبة. شكل القبة مماثل لقبة مسجد التين في جاكرتا التي صممها فوزان نعمان. في واجهة المسجد يرتفع برجان توأمان بارتفاع 48 مترا على جانبي مدخل المسجد الذي يشبه الإيوان الإيراني. يرمز البرجان إلى الصداقة والتضامن بين وإندونيسيا والبوسنة والهرسك.

## وصلات خارجية
- صور مسجد الاستقلال في سراييفو